# 夏・Zokkon -Memories For You-
『夏・Zokkon -Memories For You-』（なつゾッコン　メモリーズ・フォー・ユー）は、シブがき隊の3枚目のオリジナル・アルバム。1983年7月1日に発売。

## 収録曲
◎は『シブがき隊 82-83』、☆は『シブがき隊 1982-1988』にてCD化。
- SIDE A

1. ゼロから始まる◎☆
作詞：三浦徳子／作曲・編曲：馬飼野康二
2. ヘッドフォン・ララバイ◎☆
作詞：森雪之丞／作曲・編曲：後藤次利
3. TOKYOパイレイツ -布川敏和
作詞：湯川れい子／作曲・編曲：馬飼野康二
4. 恋をヨロシク☆
作詞：森雪之丞／作曲：網倉一也／編曲：水谷竜緒
5. 処女的衝撃!
作詞：三浦徳子／作曲：井上大輔／編曲：水谷竜緒

- SIDE B

1. ZOKKON 命
作詞：森雪之丞／作曲・編曲：水谷竜緒
2. エンジンに火を点けろ -薬丸裕英
作詞：東海林良／作曲：蓑輪単志／編曲：後藤次利
3. ミッドナイト・ストーム -本木雅弘
作詞：三浦徳子／作曲・編曲：水谷竜緒
4. あいつと俺とおまえ◎☆
作詞：三浦徳子／作曲・編曲：馬飼野康二
5. Memories For You◎☆
作詞：湯川れい子／作曲：網倉一也／編曲：馬飼野康二